# Eleonora von Essen
Linda Eleonora von Essen, född Söderberg den 9 juni 1978 i Täby församling i Stockholms län, är en svensk roman- och kokboksförfattare, receptkreatör och matstylist.
Eleonora von Essen är dotter till journalisten och prästen Bo Söderberg samt författaren Anna Wahlgren. Hon är nummer åtta i moderns barnaskara på nio samt yngre halvsyster till litteraturvetaren Sara Danius, författaren Felicia Feldt och spelutvecklaren Linus Feldt. Hon är också dotterdotter till byggmästaren Harry Karlsson samt systerdotter till fotografen Stig T. Karlsson och byggmästaren Sven-Harry Karlsson.
Efter journalistexamen var von Essen matredaktör för tidningen Leva! i fem år. Hon har därefter frilansat för en rad olika tidningar.
2022 debuterade von Essen med sin första roman, Systrar oavsett, på Bazar förlag (Bonnierförlagen). 
Eleonora von Essen har även gett ut böckerna Bjud hem! Kokbok för glada, lata och sociala (2012), Flexitarianens kokbok – mycket grönt, lite kött (2014), Smarta snacks – nyttigare mellanmål, tilltugg och godis (2016), Smartare mat för hela familjen (2017) och Nya matvanor på 4 veckor (2018).
Sedan 2007 är Eleonora von Essen gift med journalisten Christian von Essen (född 1979), som är brorson till Gustaf von Essen och sonson till Per Erik von Essen. Hon har tre barn.